# Stefano Galvani
Stefano Galvani (ur. 3 czerwca 1977 w Padwie) – sanmaryński tenisista, reprezentant w Pucharze Davisa.

## Kariera tenisowa
Jako zawodowy tenisista występował w latach 1999–2012.
Wielokrotnie wygrywał turnieje z serii ITF Men's Circuit. W zawodach z cyklu ATP Challenger Tour wywalczył 5 tytułów.
W 2002 roku startował w Pucharze Davisa, lecz jako reprezentant Włoch. Zagrał w 3 spotkaniach singlowych, z których w 1 zwyciężył.
Galvani jest multimedalistą igrzysk małych państw Europy. Zdobył łącznie 7 medali – 1 złoty, 3 srebrne i 3 brązowe.
W rankingu gry pojedynczej Galvani najwyżej był na 99. miejscu (2 kwietnia 2007), a w klasyfikacji gry podwójnej na 148. pozycji (10 czerwca 2002).